# Khalifa Chater
Khalifa Chater (arabe : خليفة شاطر), né le 12 mai 1936, est un historien et universitaire tunisien spécialiste de l'époque moderne et contemporaine.

## Biographie
Après des études supérieures à la Sorbonne, il obtient son doctorat d'histoire contemporaine en 1974 puis d'un doctorat d'État en 1981,. 
Enseignant de l'enseignement supérieur puis professeur d'histoire moderne et contemporaine à la faculté des sciences humaines et sociales de Tunis, il est directeur général de la Bibliothèque nationale de Tunisie de 1997 à 2002 et cofondateur puis président de l'Association des études internationales, de 2010 à 2012,. 
Professeur émérite à l'université de Tunis, il est directeur de l'Institut supérieur de documentation de Tunis de 1988 à 1996 et du Centre culturel international d'Hammamet entre 1978 et 1997. 
Membre du comité de rédaction de la Maghreb Review et des Cahiers de la Méditerranée, il est également membre correspondant de l'Académie des sciences, agriculture, arts et belles-lettres d'Aix depuis le 21 mai 2002. 

## Distinction
- Docteur honoris causa de l'université de Montpellier Paul-Valéry (France, 1996)[2] ;
- Officier de l'Ordre national du Mérite (Tunisie, 1996)[5] ;
- Prix national des lettres et sciences humaines (Tunisie, 1997)[2].

## Principales publications
- Khalifa Chater, Insurrection et répression dans la Tunisie du XIXe siècle : le mehalla de Zarrouk au Sahel, 1864, Tunis, Université de Tunis, 1978, 230 p. (OCLC 7273184).
- Khalifa Chater, Dépendance et mutations précoloniales : la régence de Tunis de 1815 à 1857, Tunis, Université de Tunis, 1984, 660 p. (OCLC 12554422).
- (ar) Khalifa Chater (dir.), تونس عبر التاريخ [« La Tunisie à travers l'histoire »], Tunis, Centre d'études et de recherches économiques et sociales,‎ 2005 (OCLC 70860541).
- Khalifa Chater, Tahar Ben Ammar, 1889-1985, Tunis, Nirvana, 2010, 334 p. (ISBN 978-9973855206)[6].
- Khalifa Chater, L’ère Bourguiba : essai, Tunis, AC Éditions, 2021, 231 p. (ISBN 978-9973988829)[7].
- Khalifa Chater, La dynastie husseinite (1705-1957), Tunis, Nirvana, 2025, 130 p. (ISBN 978-9938532197).